# Corpo di Cristo
L'espressione Corpo di Cristo (σῶμα Χριστοῦ, trasl. sōma Christou; in latino: corpus Christi) è una delle idee centrali del Nuovo Testamento e dell'ecclesiologia. Il termine si riferisce a diversi aspetti:
1. il Corpo storico (carne) di Gesù Cristo incarnato e risorto (corpus Christi historicum);
2. il Corpo eucaristico o sacramentale di Cristo (corpus Christi eucharisticum vel sacramentale). Nel cattolicesimo, si intende la presenza reale del Corpo di Cristo nelle specie eucaristiche dopo la consacrazione nella Santa Messa, sulla base di Marco 14,22[1]. Anche i cristiani luterani usano l'espressione "corpo di Cristo" per l'offerta di comunione, perché accettano la nozione di presenza reale, pur rifiutando la dottrina della transustanziazione. Per molti altri cristiani protestanti, come i riformati, i battisti e gli anglicani, la Cena del Signore è semplicemente il ricordo di un pasto in cui Cristo (sulla base di un'interpretazione di 1 Cor 11,23-26[2]) è presente in modo spirituale. Nella Chiesa cattolica romana, oltre al Giovedì santo, si celebra anche la solennità del Santissimo Corpo e Sangue di Cristo (Corpus Domini) per commemorare l'istituzione del sacramento dell'Eucaristia.
3. il Corpo mistico di Cristo (corpus Christi mysticum): la chiesa dei figli di Dio che formano il corpo di Cristo, in base a Romani 12,4-6[3] e 1 Cor 12,12-27[4]. I cristiani sono battezzati in un solo corpo (1 Cor 12,13[5]). Essi formano un solo corpo (1 Cor 10,17[6]), la Chiesa universale o cattolica. Le membra del corpo di Cristo sono unite tra loro nello Spirito Santo (Efesini 5,30[7]). I cristiani sono chiamati a formare un unico corpo (Colossesi 3,15[8])[9].

Il concetto di corpo di Cristo in Romani e 1 Corinzi è radicato nella partecipazione alla Cena del Signore istituita da Gesù (1 Cor 10,16). Questa comunione eucaristica della mensa unisce i fedeli battezzati in Cristo (Galati 3,26-28). La grazia sacramentale persiste anche nella vita quotidiana dei cristiani.
La Lettera ai Colossesi e la Lettera agli Efesini vedono in Gesù Cristo il "capo" e nell'ekklesia il Corpo che è costruito e stabilizzato dal capo (Efesini 4,1-7) e nel quale si può già sperimentare la pace escatologica (Colossesi 1,18-20).

## Citazioni
(Matteo 18,20)
(Sant'Agostino, sermone 272)
(Costituzione apostolica Lumen gentium, n. 7)
Il Corpo eucaristico di Cristo media l'unione tra le altre due accezioni del Corpo di Cristo: il Cristo crocifisso e gloriosamente risorto e la Chiesa, Suo Corpo mistico (1 Cor 10,16-17). Mediante l'Eucaristia si rende presente il Corpo di Cristo crocifisso e risorto che dà forma e vita alla Chiesa.